# Avvägning (mätmetod)

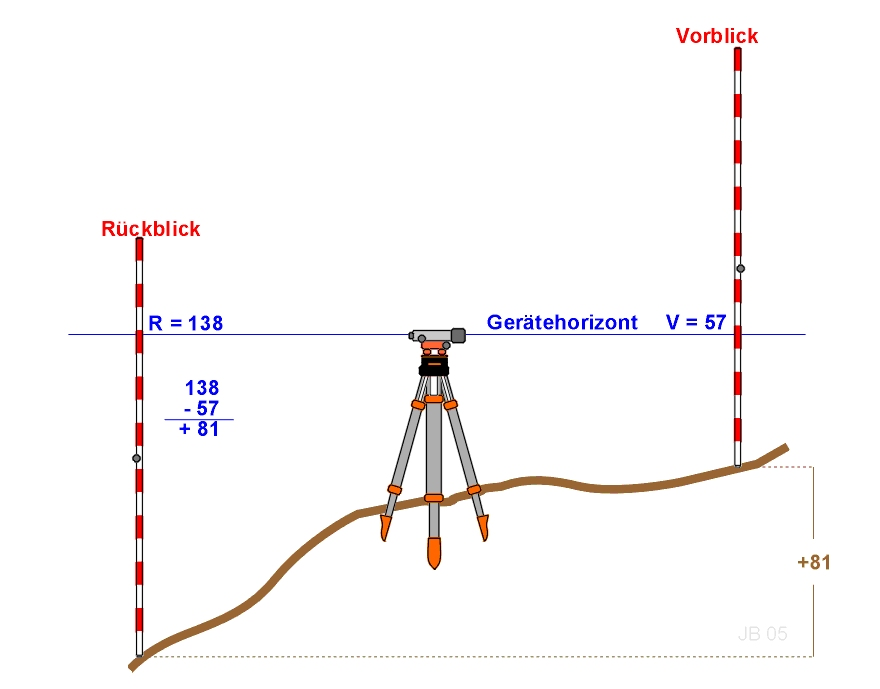
Med hjälp av avvägningsstänger mäter man vid avvägning höjdskillnaden mellan två punkter.

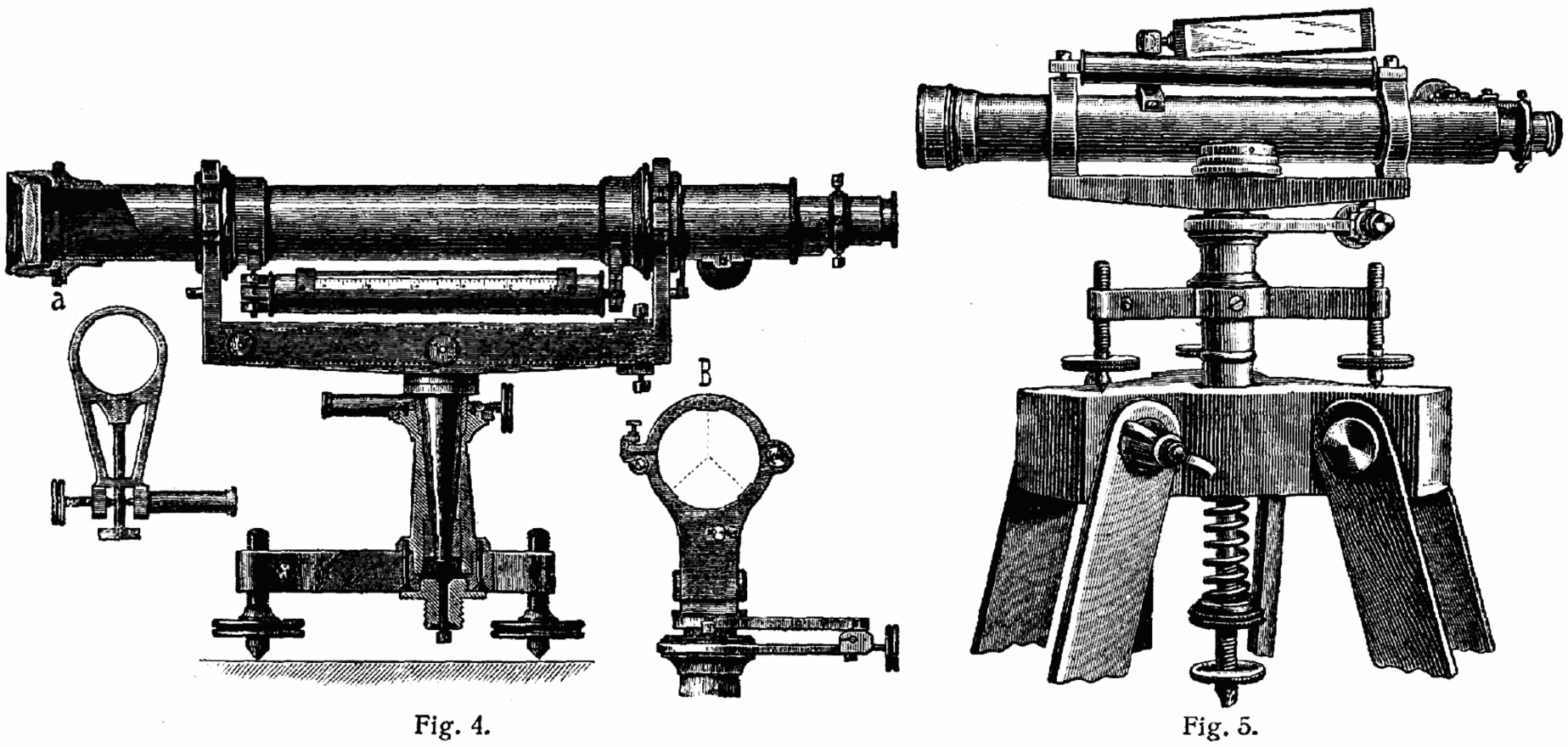
Äldre avvägningsinstrument.

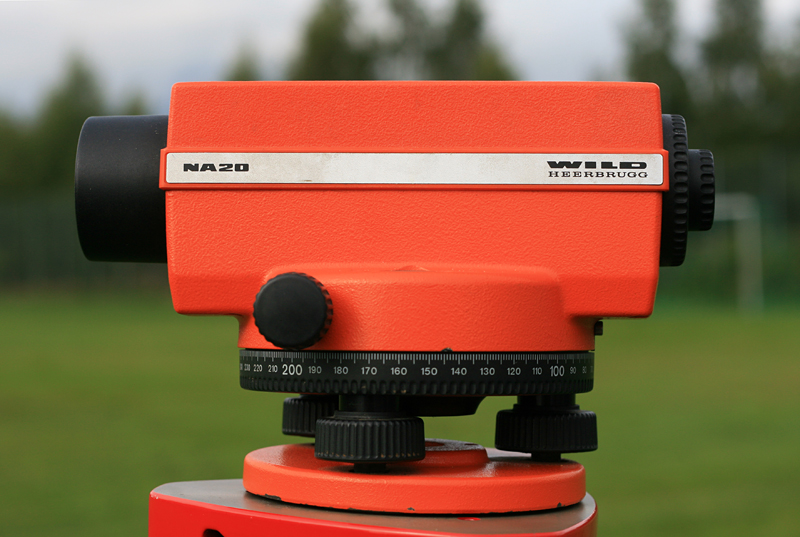
Manuellt avvägningsinstrument.

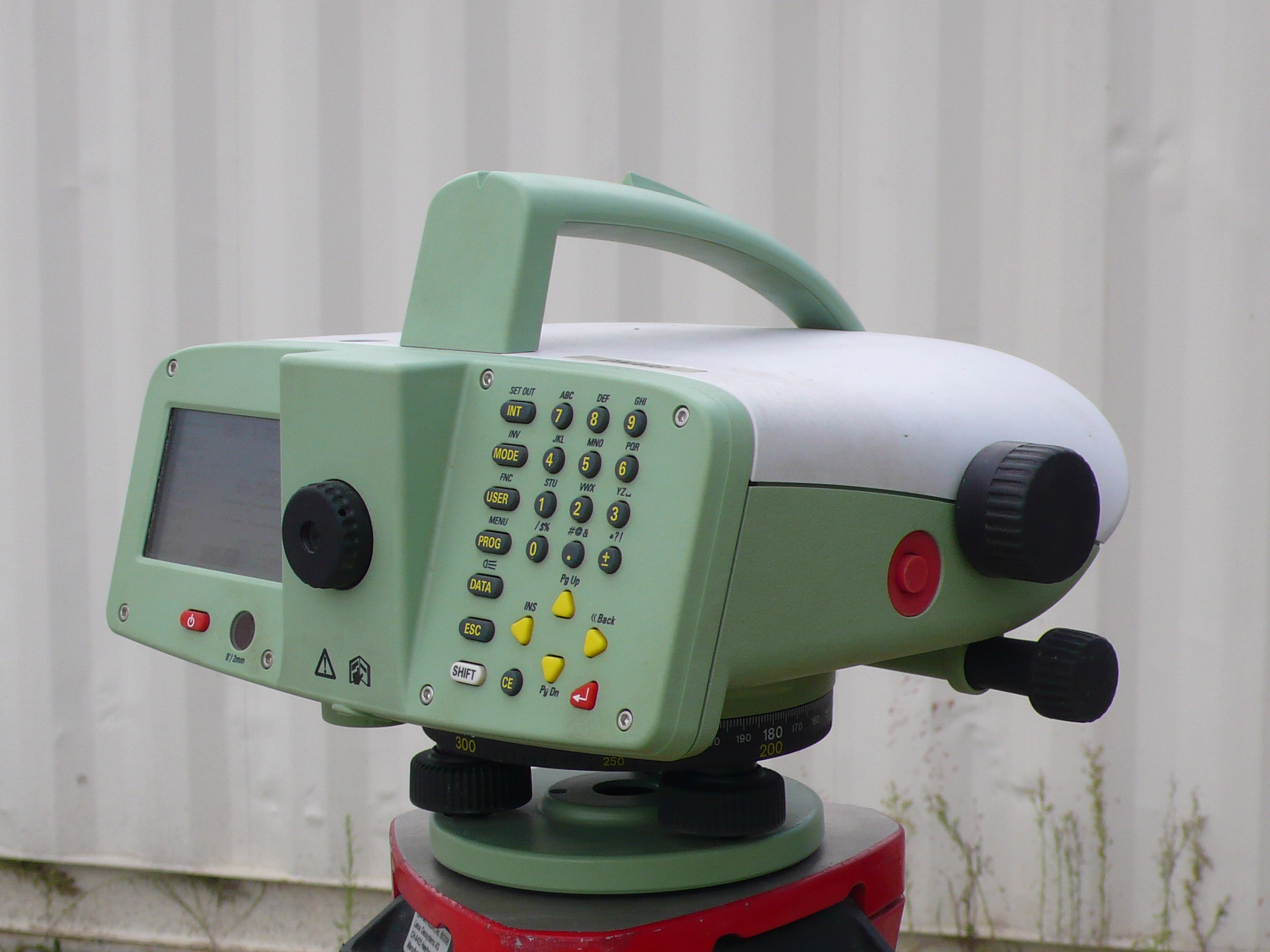
Digitalt avvägningsinstrument.

Avvägning eller nivellering är en metod för att mäta den relativa höjdskillnaden mellan två eller flera punkter i landskapet. Om någon av punkterna har en känd höjd kan man även beräkna punkternas absoluta höjd över havet, den ortometriska höjden, H. Den person som genomför nivellering kallas ibland nivellör.

## Hur avvägningen går till
Vid avvägning använder man sig av ett avvägningsinstrument med ett sikte i, en avvägningsstång som är graderad och ibland en så kallad flyttpunkt eller "padda".
I regel utgår man från en punkt med en känd höjd och ställer upp instrumentet mellan den och nästa punkt som skall avvägas.  Sedan ställer man stången över den första punkten, bakåtpunkten, och läser av dess höjdskillnad i förhållande till instrumentet, därefter ställer man stången på nästa punkt som skall avvägas, framåtpunkten, och läser av höjdskillnaden mellan den och instrumentet.  För att sedan få ut höjdskillnaden, ΔH drar man av framåtavläsningen, F, från bakåtavläsningen, B. Alltså ΔH = B - F.  Sedan flyttar man fram instrumentet och fortsätter.
Om det skulle vara för långt mellan punkterna som skall avvägas ställer man stången antingen på fast berg eller på "paddan".  För att minska mätfelen försöker man att ställa upp instrumentet mitt emellan bakåt- och framåtpunkterna.

## Avvägningsinstrument
Ett klassiskt avvägningsinstrument består av ett vattenpass, ett sikte och en graderad stång. Siktet horisonteras eller ställs in vågrätt vid den ena punkten och stången placeras lodrätt vid den andra punkten. Genom siktet kan man avläsa på stången hur mycket högre siktet befinner sig. Genom att gå vidare från en punkt till nästa, kan man mäta upp ett helt landskap eller en vägsträcka.
Modernare instrument behöver endast horisonteras grovt då de har en inbyggd kompensator som automatiskt finjusterar horisonteringen.
Idag använder man allt oftare så kallade digitala avvägningsinstrument som istället för att man manuellt läser av stången använder en bildsensor som läser av en streckkodsförsedd avvägningsstång.
Mätfelen i varje steg ackumuleras och kan leda till olika värden när två mätsträckor möts. Andra källor till mätfel är jordens krökning, som gör att det som är vågrätt vid ena punkten inte är riktigt vinkelrätt mot det som är lodrätt vid den andra punkten, samt lokala avvikelser i tyngdkraften vid mycket långa mätsträckor.

## Användning
Nivellering är viktigt vid planering av väg- och vattenbyggen som kanaler för frakt eller bevattning, dammbyggnader, järnvägar och landsvägar. Speciellt vid byggandet av järnvägar i mitten och slutet av 1800-talet utvecklades nivellering till en noggrann vetenskap, men också ett maktinstrument. Järnvägsnivellören kunde föreslå alternativa dragningar av järnvägen, som ledde till att andra bönders mark blev exproprierad för bygget.

## Tidiga beskrivningar i Sverige
Den första svenska läroboken om nivellering var Adolf Helander, Handledning uti nivellerings-konsten (1853). Två skönlitterära beskrivningar om järnvägsnivellering och våndorna vid järnvägsplanering är Bjørnstjerne Bjørnsons Jærnbanen og kirkegården (1866) och August Strindbergs Äganderätten (1880-talet).

## Andra sätt att mäta höjd
Även om avvägning är de noggrannaste sättet att mäta höjdskillnader, speciellt på kortare avstånd, så finns det andra sätt att mäta höjder, man kan till exempel använda:
- Barometer
- GPS
- Trigonometrisk avvägning med totalstation eller teodolit